# Dramaet i den gamle Mølle
Dramaet i den gamle Mølle er en dansk stum dramafilm fra 1913 produceret af Nordisk Films Kompagni og instrueret af Robert Dinesen efter manuskript af Alfred Kjerulf. Filmens mandlige hovedrolle spilles af den norske skuespiller Alf Blütecher (der i filmens program benævnes "Blytækker") og de kvindelige hovedroller af Lilli Beck og Ellen Aggerholm
Filmen, der blev optaget i pinsen 1913 ved Ørbæklunde på Fyn, havde dansk premiere den 7. juli 1913 i Panoptikon Teatret og blev i tysktalende lande distribueret som Zweierlei Feuer, i engelsktalende lande som  The Last of the Old Mill og i fransktalende lande som Le Drame du vieux moulin.

## Handling
De to døtre af godsejer Bjørner er begge forelskede i godsinspektøren, men han har kun øje for den ene. Han tager hende med op i den gamle mølle for at nyde udsigten over egnen, men den forsmåede søster låser dem inde i møllen. Godsinspektøren kommer via møllevingen ud af møllen for at få hjælp, men mens han er væk bryder møllen i brand. Det lykkes at redde hende, og de to får hinanden og den anden søster angrer sin handling.

## Medvirkende
- Cajus Bruun - Godsejer Bjørner
- Lilli Beck - Hilda, godsejerdatter
- Ellen Aggerholm - Ebba, godsejerdatter
- Alf Blütecher - Ove Malling, godsinspektør
- Franz Skondrup
- Ingeborg Jensen
- Gerda Krum-Juncker
- Ebba Lorentzen
- Vera Esbøll
- Aage Henvig
- Paula Ruff